# Abu Alfaraje de Ispaã
Ali ibne Huceine de Ispaã (em árabe: أبو الفرج الأصفهاني, lit. 'Ali ibn al-Husayn ul-Isbahānī'), também conhecido como Abu Alfaraje (Abu-l-Faraj) ou, no ocidente, Abulfaraje (Isfahan, 897 – Bagdá, 967), foi um sábio iraniano de origem árabe-coraixita, conhecido por ter reunido e preservado antigos poemas e poesias árabes no seu principal trabalho, o Kitāb al-Aghānī
Abulfaraje nasceu em Ispaã, Pérsia, mas passou sua juventude e fez seus primeiros estudos em Bagdá. Ele era descendente direto do último dos califas omíadas, Maruane II, e dessa forma ligado ligado aos governantes omíadas da Espanha, com quem aparentemente manteve correspondência, tendo-lhes enviado alguns de seus trabalhos. Ele se tornou famoso por seu conhecimento de antiguidades árabes muito antigas.
Ele passou sua vida em várias partes do mundo islâmico: em Alepo com seu governador Ceife Adaulá (a quem dedicou seu Kitāb al-Aghānī - Livro de Canções), em Rei, no Irã, com o vizir buaída ibne Abade Alrrundi, entre outros lugares.
Apesar de ter escrito poesias, uma antologia de versos sobre os monastérios da Mesopotâmia e do Egito e uma obra genealógica, sua fama baseia-se no Kitāb al-Aghānī.

## O Livro de Canções
O Kitāb al-Aghānī, uma coleção de poemas e canções com as histórias dos compositores e cantores em muitos volumes começando na mais antiga época da literatura árabe até o século IX. Os poemas foram marcados para música, mas os sinais musicais não são mais legíveis. Por causa de suas anotações biográficas acompanhantes sobre os autores e compositores, o trabalho é uma importante fonte histórica. Ele contém uma grande quantidade de informação sobre a vida e costumes dos primeiros árabes, e é a mais valiosa fonte que existe para o período imediatamente pré-islâmico e para os primeiros dias do Islamismo.